# خارابا
بلدية شَرَبة أو (نقحرة: خارابا)(بالإسبانية: Jaraba) هي بلدية تقع في مقاطعة سرقسطة التابعة لمنطقة أرغون شمال شرق إسبانيا.

## الديموغرافيا
بلغ عدد سكان بلدية شَرَبة 363 نسمة عام 2011 (وفقاً للمعهد الوطني الإسباني للإحصاء).
| 329 | 323 | 326 | 314 | 326 | 358 | 363 |